# Poplar Grove, Illinois
Poplar Grove là một làng thuộc quận Boone, tiểu bang Illinois, Hoa Kỳ. Năm 2010, dân số của làng này là 5023 người.

## Dân số
Dân số qua các năm:
- Năm 2000: 1368 người.
- Năm 2010: 5023 người.